# Phagpa Tsering Labrang
Phagpa Tsering Labrang (tibétain : འཕགས་པ་ཚེ་རིང་བླ་བྲང, Wylie : 'phags pa tshe ring bla brang) ou Phagpa Tsering né le 7 novembre 1965 dans la province tibétaine de l'Amdo est un homme politique tibétain. 

## Biographie
Phagpa Tsering est né le 7 novembre 1965 dans une petite ville près du monastère de Labrang Tashi Kyil, dans l'Amdo (Tibet oriental). Après ses études à l'université des Nationalités du Nord-Ouest (en), il s'exile pour rejoindre l'Inde en 1992. Le 6 avril 1993, il rejoint l'Administration centrale tibétaine comme sous-secrétaire stagiaire au ministère de la sécurité et travaille comme chercheur au sein de la section de recherche et d'analyse de ce ministère, analysant la situation au Tibet.
En 1998, il est promu secrétaire adjoint, puis, en juillet 2002, secrétaire adjoint, du même ministère. En 2010, est aussi secrétaire adjoint à l'Institut de politique du Tibet.
En 2014, il est nommé secrétaire du ministère de la Sécurité. Durant le mandat du 15e Kashag de l'ACT, il est nommé ministre (Kalon) du ministère de la Sécurité.
En avril 2025, le douzième jour de la neuvième session du 17e assemblée du Parlement tibétain en exil, il est élu commissaire à la justice tibétaine de la Commission suprême de justice tibétaine.